# Di Derre
Di Derre — норвежская поп-рок-группа, созданная в 1992 году. В 1996 году были награждены премией Gammleng-prisen. Группа основана норвежским музыкантом Ю Несбё, который позже стал всемирно известен как писатель романов в жанре детектив и криминальный роман.

## Состав группы
- Ю Несбё — вокал, гитара
- Эспен Стенхаммер — ударные
- Магнус Ларсен младший — бас-гитара, вокал
- Хальвор Холтер — клавишные
- Унни Вильгельмсен — вокал, гитара (присоединилась в сентябре 2013 г.)

Бывшие члены
- Кнут Несбё — вокал, гитара (умер в 2013 году)
- Сверре Бейер — барабанщик (умер в 2002 году)

## История
Группа была образована в 1992 году. В 1994 году группа выпустила второй альбом «Women & clothes». Этот альбом является самым успешным альбомом группы с более чем 190 000 проданных копий.
В 1996 году вышел альбом «Gym», который также был хорошо принят публикой. С такими песнями, как «Korpset vårt» и «Faren til Ivar», усиливается впечатление поп-группы, которая в период взросления, полового созревания и ностальгии доминировала в песнях. Альбом «Turn me on!», выпущенный в 1998 году, получил ряд хороших отзывов.
В группе играл брат Ю Несбё — Кнут в качестве гитариста, однако он погиб в феврале 2013 года.
В сентябре 2013 года к группе присоединилась певица Унни Вильгельмсен, помимо своей сольной карьеры,- в качестве гитариста и вокалистки.

## Дискография
| Год  | Альбом                          | Место в чарте |
| Год  | Альбом                          | VG-lista      |
| ---- | ------------------------------- | ------------- |
| 1994 | Jenter & sånn                   | 1             |
| 1995 | Den forrige — den derre         | 29            |
| 1995 | Den derre                       | 12            |
| 1996 | Gym                             | 2             |
| 1998 | Slå meg på popmusikk            | 12            |
| 2006 | Di beste med Di Derre (сборник) | 4             |
| 2013 | Historien om et band (сборник)  | 7             |
| 2018 | Høyenhall                       | 19            |